# Строматопоре
Строматопоре су имале масивне кречњачке скелете, који су се очували у виду занимљивих фосила. Расле су лучењем нових кречњачких делова. Овакав раст је резултовао у постојању слојева, који се називају ламине (laminae), паралелних подлози, и штаполиких стубова нормалних на ламине. Слојеви најближи површини скелета су вероватно садржали жива ткива; они удаљенији су изгледа били испуњени калцитом.
Површина скелета, где се налазило највише живог ткива је имала уздигнуте структуре назване мамелони, које су биле места отвора за струјање воде. Са мамелонима су спојени канали звани астроризе. Веома сличне структуре су примећене код савременог рода сунђера Astrosclera, где представљају системе канала за струјање воде. Ово је јак доказ у прилог тврдњи да су строматопоре биле сунђери.

## Класификација
класа 
ред 
ред 
ред 
ред 
ред 
ред 
ред 